# Дальномер
Дальноме́р — прибор для измерения длин линий без непосредственного откладывания мер длины вдоль линии. Дальномер производит бесконтактное дистанционное измерение расстояния до объекта. Используется в геодезии, для наводки на резкость в фотографии, в военном деле, астрономии и т.д. Дальномер может входить как часть в более сложные технические средства, например, локаторы. Геометрические дальномеры с базой значительного размера могут использоваться также для определения координат объекта. Измерение дальности до объектов, обнаруживаемых визуально либо с помощью телевизионных или инфракрасных устройств, относится к локации.:269

## Виды дальномеров
Дальномеры разделяются на физические (активные) и геометрические (пассивные):
- физические — дальномеры, в которых измеряемое расстояние определяется на основе измерения времени прохождения излученного сигнала до объекта и обратно[8]:
  - звуковой дальномер;
  - световой дальномер;
  - лазерный дальномер;
  - радиодальномер;
  - других конструкций;
- геометрические — дальномеры, в которых измеряемое расстояние определяется на основе решения треугольника по параллактическому углу и базе[9]:
  - дальномеры, использующие оптический параллакс (напр. дальномерный фотоаппарат);
  - дальномеры, использующие сопоставление объекта какому-либо образцу (нитяной дальномер и т. д.);
  - других конструкций.

## Принцип работы
Принцип действия дальномеров активного типа состоит в измерении времени, которое затрачивает посланный дальномером сигнал для прохождения расстояния до объекта и обратно. Скорость распространения сигнала (скорость света или звука) считается известной.
Измерение расстояний дальномерами пассивного типа основано на определении высоты {\displaystyle h} равнобедренного треугольника {\displaystyle ABC}, например по известной стороне {\displaystyle AB=l} (базе) и противолежащему острому углу {\displaystyle \beta } (т. н. параллактическому углу).  Одна из величин, {\displaystyle l} или {\displaystyle \beta }, обычно является постоянной, а другая — переменной (измеряемой). По этому признаку различают дальномеры с постоянным углом и дальномеры с постоянной базой.
- {\displaystyle AB=l} — расстояние между объективами дальномера (база дальномера)
- {\displaystyle C} — объект, до которого надо определить расстояние
- {\displaystyle h} — расстояние между дальномером и объектом наблюдения

## Артиллерийский дальномер
В конце 1860-х годов русским офицером и военным инженером Василием Фомичем Петрушевским был изобретён первый в мире прибор для точного определения дистанций до цели, применявшийся в береговой артиллерии. В 1868 году береговой артиллерийский дальномер Петрушевского прошёл успешные испытания на батареях в Кронштадте. Дальномеры Петрушевского значительно улучшили качество стрельбы береговой артиллерии.

## Дальномеры различных конструкций
- Матрос ВМФ СССР наблюдает в оптический дальномер за результатами бомбометания по подводным лодкам, 1943
- Приставной дальномер для шкальных фотоаппаратов
- Дальномер фотоаппарата
«Зоркий-5»

- Лазерный дальномер
- Лазерный целеуказатель-дальномер
- Портативный тепловизор-дальномер

## Часы «Штурманские» («Океан»)
Некоторые модели часов имеют шкалу определения расстояний по светозвуковым сигналам (основана на разнице между скоростью света и скоростью звука). В СССР на Первом Московском часовом заводе выпускались наручные часы «Штурманские» — часы для военных лётчиков и штурманов. «Океан» — часы для моряков, вариант часов «Штурманские». Шкала определения расстояний по светозвуковым сигналам градуирована в кабельтовых и морских милях.